# 1767
Cette page concerne l'année 1767  du calendrier grégorien.
L'année 1767 est une année commune qui commence un jeudi.

## Événements
- 20 janvier : le gouverneur du Bengale Robert Clive est rappelé par la Compagnie anglaise des Indes orientales et remplacé par Harry Verelst[1]. Après son départ, l’oppression et la corruption des Britanniques sur le Bengale amènent la misère sur le pays[2].

- 18 mars, Ambala[3] : échec de l’expédition en Inde du roi afghan Ahmad Shâh Abdâlî[4]. Les Sikhs prennent le contrôle du Pendjab.
- 24 mars : l’assemblée de New York est suspendue par ordre du roi du Royaume-Uni pour avoir refusé le Quartering Act à la suite des premiers incidents entre les troupes britanniques et les colons (11 août 1765)[5].

- 7 avril : les troupes birmanes s’emparent d’Ayutthaya, capitale du Siam et détruisent la ville[6]. Celle-ci est reprise par le général siamois Taksin le 7 novembre.

- 28 mai :
  - traité de paix entre le Maroc et la France conclu à Marrakech, suivi le 30 d'un traité de rachat de 190 esclaves[7].
  - traité de paix et de commerce entre le Maroc et l’Espagne signé à Marrakech[8].
- 30 mai : l’ordre d'expulsion des Jésuites arrive en Nouvelle-Espagne[9]. 2 200 jésuites sont chassés des colonies espagnoles d'Amérique[10]. Fin des missions jésuites au Paraguay où le décret arrive le 7 juin, des Guaranis et de Californie (décembre)[9].

- 19 juin : Samuel Wallis, capitaine britannique du HMS Dolphin, aborde l’île de Tahiti, au cours d’un voyage autour du monde[11].
- 29 juin : Townshend Acts imposant des droits d’importation sur le verre, le plomb, le papier et le thé dans les colonies britanniques. Le 28 octobre, une assemblée municipale établit à Boston la liste des produits britanniques à boycotter[5]. Le boycott entraîne une crise du commerce et des échanges et les ouvriers-artisans et les petits commerçants perdent leurs emplois.

- 2 juillet : Philip Carteret découvre les Îles Pitcairn[12].
- 3 septembre : le Mysore et Hyderâbâd sont battues à Chengam par la Présidence de Madras (partie de la Compagnie anglaise des Indes orientales)[13]. Début de la première guerre du Mysore (1767-1769).
- 15 septembre : Philip Carteret découvre les Îles de l'Amirauté[12].

- 27 décembre : tremblement de terre à Saint-Domingue[14].

- Épidémie de variole en Afrique du Sud[15]. Une grande partie des Hottentots survivants se mettent au service des Blancs.
- Madagascar : Zanahary, fils de Ramaromanompo, est tué au cours d’une guerre civile. Son fils Iavy devient roi du Betsimisaraka (fin en 1791). Il règne sur un territoire très réduit dont le principal rôle est de fournir des esclaves[16].

- Échec d’une tentative chinoise de conquête en Birmanie (fin en 1769)[17].

### Europe
- 12 janvier : majorité de Ferdinand IV de Naples, qui règne en despote[18].
- Janvier : mise en application du décret de Marie-Thérèse[19] préparé par le slovaque Adam Kollar réglementant les terriers (Urbarialregulation) en Hongrie : l’étendue de la tenure paysanne est redéfinie (de 15 à 30 arpents). Le droit d’usage des forêts et des prairies communes est confirmé. La corvée est réduite à 52 journées par an pour un manse et réduite à proportion de la superficie. Les charges fiscales sont limités à 20 %[20].

- 16 février[21] : Pascal Paoli, général de l'armée indépendantiste corse et dirigeant de l'île, mène une offensive navale vers l'île génoise de Capraja, point stratégique situé au Nord de la Mer Tyrrhénienne en face de la localité de Macinaggio (sur la côte ouest du Cap Corse) où il parvient à rassembler suffisamment d'hommes pour massacrer les garnisons génoises et prendre le contrôle de l'île.

- 12 mars : début du ministère whig du duc de Grafton, Premier ministre du Royaume-Uni (fin le 28 janvier 1770)[22].

- 2 avril : pragmatique royale ordonnant l'expulsion des Jésuites du territoire espagnol (métropolitain et colonial) pour leur prétendue participation à la révolte contre Esquilache[23]. Les 5 000 Jésuites de la péninsule et des colonies sont arrêtés et embarqués de force pour Civitavecchia. Le pape Clément XIII refuse l’entrée du port aux vaisseaux espagnols et les Jésuites sont déportés en Corse[24].

- 10 mai : le marquis Antoine d'Argenson devient ambassadeur de France à Venise[25].
- Mai-juin : voyage d’inspection de Catherine II de Russie dans le gouvernement de Kazan[26].

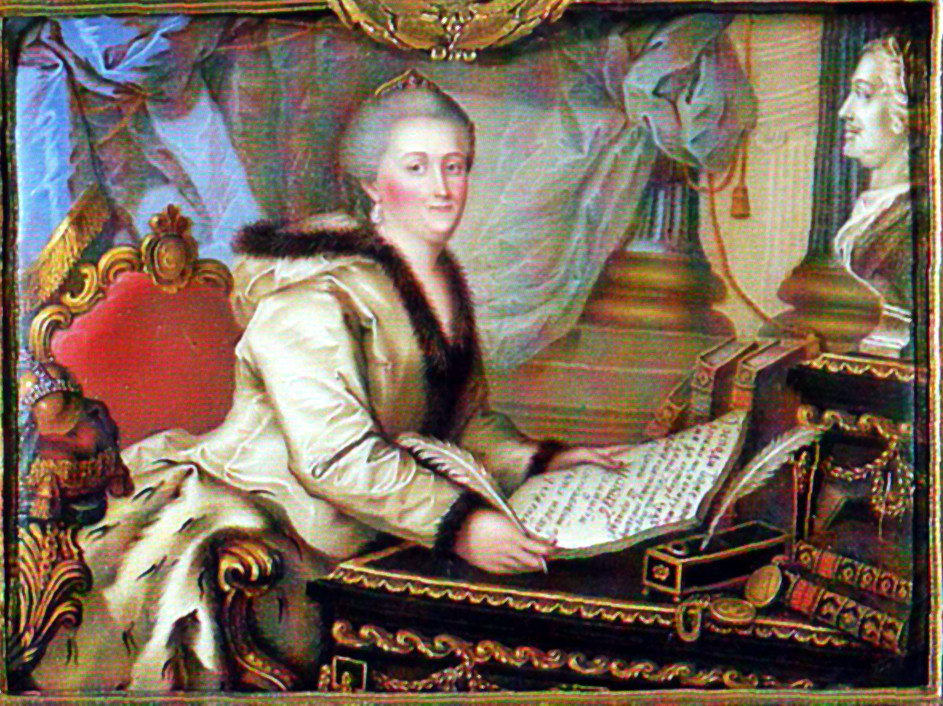
Catherine II de Russie rédigeant le Nakaz

- 10 août (30 juillet du calendrier julien), Russie : ouverture des travaux de la grande commission réunissant des représentants de toutes les classes de la société (à l’exclusion des serfs, 50 % de la population) pour la rédaction d’un projet de code[27]. Elle sera dissoute l’année suivante sans résultats (18 décembre 1768)[28]. L’impératrice Catherine II de Russie présente à cette occasion ses théories politiques (Montesquieu, Beccaria) à l’intention de la commission des lois dans le Nakaz (« Instruction ») et son complément publié le 8 avril 1768[29].
- 18 septembre : liberté du commerce des grains en Toscane[30]. Pierre-Léopold de Habsbourg-Lorraine, grand-duc de Toscane, applique un programme de réforme en mettant en pratique les principes des physiocrates.
- 26 septembre : arrivée à Saint-Pétersbourg du physiocrate Mercier de la Rivière[31]. Catherine II de Russie tourne en ridicule ses projets de réforme dans sa pièce « l’Antichambre d’un boyard illustre ».

- 4 octobre : Guillaume V d'Orange-Nassau épouse Wilhelmine Frédérique de Prusse, nièce de Frédéric II de Prusse[32].
- 13 octobre : Repnine, ministre de Catherine II à Varsovie, fait enlever dans la nuit les quatre principaux membres de la diète polonaise, puis fait voter des lois cardinales et matières d’État, garanties par la Russie et promulguées le 21 février 1768[33].

- 3 novembre : le ministre Tanucci expulse les jésuites du royaume de Naples et confisque leurs biens[34].

- À Milan, une commission est chargée d’examiner les rapports entre l’Église et l’État. Elle met en évidence l’ingérence du clergé dans les affaires temporelles de l’État. L’Inquisition et les tribunaux ecclésiastiques sont supprimés. Le gouvernement est chargé de la censure et une réforme du clergé régulier supprime de nombreux couvents[35].

## Naissances en 1767
- 5 janvier :

Anne-Louis Girodet, peintre français († 9 décembre 1824).
Jean-Baptiste Say, économiste classique et industriel français († 14 novembre 1832).
- 29 janvier : Girodet-Trioson (Anne-Louis Girodet de Roncypeintre), lithographe et écrivain français († 9 décembre 1824).

- ? février : Georges Scheyermann, musicien et organiste français († 29 juin 1827).

- 4 mars : Francisco Javier de Elío, haut militaire espagnol († 4 septembre 1822).
- 13 mars : Heinrich Domnich, corniste et compositeur allemand, professeur au Conservatoire de Paris († 19 juin 1844).
- 15 mars : Andrew Jackson, futur Président des États-Unis († 8 juin 1845).
- 25 mars : Joachim Murat, Maréchal de France, roi de Naples († 13 octobre 1815).
- 29 mars : Alexander Macco, peintre allemand († 24 juillet 1849).

- 4 avril : Constance-Marie Charpentier, peintre française († 3 août 1849).
- 7 avril : Michel Adanson, botaniste français († 3 août 1806).
- 10 avril : William Alexander, peintre, illustrateur et graveur anglais († 23 juillet 1816).
- 11 avril : Jean-Baptiste Isabey, peintre français(† 18 avril 1855).
- 21 avril : Étienne-Denis Pasquier, homme politique français († 5 juillet 1862).

- 24 mai : Andrew Cochrane-Johnstone, militaire puis homme politique britannique († août 1833).

- 11 juillet : John Quincy Adams, futur Président des États-Unis († 23 février 1848).

- 17 août : Éloi Charlemagne Taupin, général français († 10 avril 1814).
- 25 août : Louis Saint-Just, homme politique français († 28 juillet 1794).
- 26 août : Alexandre-François de La Rochefoucauld militaire, diplomate et homme politique français († 2 mars 1841).
- 31 août : Henry Joy McCracken, fabricant de coton, industriel et presbytérien irlandais († 17 juillet 1798).

- 17 septembre : Henri-Montan Berton, violoniste et compositeur français († 22 avril 1844).
- 20 septembre : Melchiorre Gioia, économiste, journaliste et politique italien († 2 janvier 1829).
- 22 septembre : José Maurício Nunes Garcia, compositeur brésilien († 18 avril 1830).
- 24 septembre : Pierre Caze, auteur, littérateur et homme politique français († 30 août 1849).
- 30 septembre : Jean Baptiste Genty, peintre français († 21 novembre 1825).

- 6 octobre : Henri Christophe, militaire et dirigeant haïtien († 8 octobre 1820).
- 19 octobre : Henri-François Riesener, peintre français († 7 février 1828).
- 25 octobre : Benjamin Constant de Rebecque, homme politique et écrivain franco-suisse († 8 décembre 1830).
- 28 octobre : Marie Sophie de Hesse-Cassel, reine du Danemark et de Norvège († 21 mars 1852).

- 9 novembre : Jean-Baptiste Peytavin, peintre d'histoire et de compositions religieuses français († 23 février 1855).
- 10 novembre : William Lewis Hughes, 1er baron Dinorben, homme politique britannique († 10 février 1852).
- 13 novembre : Bernhard Romberg, violoncelliste et compositeur allemand († 13 août 1841).
- 26 novembre : Ange François Blein, général d'Empire († 2 juillet 1845).

- Date précise inconnue :
  - François-Bernard Boyer-Fonfrède, industriel et homme politique français († 28 avril 1845).
  - Bachir Chehab II, émir libanais qui a gouverné l'émirat du Mont-Liban († 1850).
  - Jeanne-Philiberte Ledoux, peintre française († 12 octobre 1840).
  - Jean-Joseph Patu de Rosemont, peintre français († 11 juillet 1818).
  - Jean-Baptiste Réville, graveur, peintre et dessinateur français († 1825).
  - Nanine Vallain, peintre française († 5 août 1815).
  - Artem Vedel, compositeur, violoniste et chanteur ukrainien († 14 juillet 1808).
  - Filip Višnjić, poète épique et joueur de gusle serbe de Bosnie († 1834).

## Décès en 1767
- 23 janvier : François-Christophe-Antoine de Hohenzollern-Sigmaringen, comte de Hohenzollern-Haigerloch, premier ministre du Prince-Archevêque de Cologne Clément-Auguste de Bavière (° 16 janvier 1669).

- 9 février : Hubert Drouais, peintre français (° 5 mai 1699).

- 13 mars : la dauphine Marie-Josèphe de Saxe, épouse du dauphin Louis et mère de Louis XVI, Louis XVIII et de Charles X (° 4 novembre 1731).

- 10 avril : Johann Elias Ridinger, peintre, graveur, dessinateur et éditeur allemand (° 16 février 1698).
- 25 avril : Basile de Poiana Màrului, hiéromoine roumain (° 1692).

- 25 juin : Georg Philipp Telemann, compositeur allemand (° 14 mars 1681).

- 17 août : Gaspare Diziani, peintre rococo italien (° 1689).
- 28 août : Giacomo Ceruti, peintre baroque italien (° 13 octobre 1698).

- 2 septembre : Juan Francés de Iribarren, compositeur espagnol (° 1699).

- 6 novembre : Giovanni Battista Pittoni, peintre rococo italien (° 1687).
- 11 novembre : Clemente Ruta, peintre italien (° 9 mai 1685).